# 青松岭乡
青松岭乡，是中华人民共和国辽宁省朝阳市建平县下辖的一个乡镇级行政单位。

## 行政区划
青松岭乡下辖以下地区：
铁营子村、丰山村、大营子村、高营子村、迟杖子村和青松岭村。